# Vyjmenovaná slova
Jako vyjmenovaná slova (zastarale vyňatá slova nebo vybraná slova) bývají označovány skupiny českých nebo slovenských slov domácího původu, v jejichž kořenech se po obojetné souhlásce píše y (ý). Ypsilon se užívá v kořenech tvarů vyjmenovaných slov a ve slovech, která obsahují tentýž kořen, tj. jsou od nich odvozená nebo s nimi příbuzná. Kromě kořenů je ve vyjmenovaných slovech obsažena i předpona vy-/vý-. Vlastní jména se mohou od obecných pravidel odchylovat (např. Syrovátka i Sirovátka).

## Vyjmenovaná slova v češtině

### Historie a vývoj
Původně se hlásky i a y lišily výslovností, v současné době se tento rozdíl zachoval již jen v některých nářečích. Proto jsou vyjmenovaná slova odedávna součástí Pravidel českého pravopisu, uváděna byla ve vydáních z let 1902, 1913, 1941, 1957, 1993. Jako nejstarší zdroj jsou uváděna Pravidla hledící k českému pravopisu a tvarosloví z roku 1902, jejichž autorem byl Jan Gebauer, kde však slova nebyla zvlášť vyňatá, ale jen uvedená v běžném abecedně řazeném slovníku.
Pravidla z roku 1913 již obsahovala stručný výčet: „Kromě toho jest nutno některá slova, v nichž se píše y(ý), prostě si pamatovati. Jsou to tato: obyčej, babyka, Bydžov, bystrý (bystřina, Bystřice), kobyla; kopyto, pykati, pysk, zpytovati, pytel, třpytiti se; hmyz, mys, mysl (mysliti, myšlenka, myslivec, smysl, Nezamysl, Litomyšle), myš; vydra, povyk, zvyk (obvyklý), vyza, vyžle; usychati (vysychati atd.), syčeti (sykot), syn, syrob, sysel, sytý (sytiti); polykati, lysý (lysina, lyska), lyže, plyn (plynouti), slynouti, Volyň; jazyk (jazýček), brzy, nazývati.“
Seznam vyjmenovaných slov uváděný ve školních učebnicích se časem vyvíjí. Zastaralá slova jsou nahrazována živějšími slovy s týmž kořenem, jsou doplňována chybějící slova, jsou přidávána příbuzná slova, jejichž příbuznost novějším generacím není zřejmá, atd. Rozdíly mohou být i mezi různými učebnicemi z téže doby. Seznamy vyjmenovaných slov bývají zpravidla doplňovány i příklady příbuzných slov, zaměnitelných nepříbuzných slov, nevyjmenovaných slov, v nichž často lidé dělají chyby, atd.

### Obojetné souhlásky
Ještě podle bratrského pravopisu byly hlásky S, Z a C tvrdé. Josef Dobrovský však v Zevrubné mluvnici jazyka českého (1809) překlasifikoval C na měkkou souhlásku a S a Z na obojetné.
Ve druhé polovině 20. století lingvisté několikrát upozornili, že Dobrovského klasifikace je mylná a C je ve skutečnosti obojetnou souhláskou. Podle aktuálně platného pravopisu se však ve slovech českého původu píše po C tvrdé y jen ve dvou typech případů: podstatná jména podle vzoru hrad končící v prvním pádu na C (tácy, kecy) a trojvýchodná přídavná jména (bezkopcý). Pokud by v budoucnu C bylo překlasifikováno na obojetnou souhlásku, což jazyková poradna ÚJČ považuje za odůvodněné a pravděpodobné, dotklo by se to pravděpodobně především slov podle vzorů předseda a žena (Nohavica, skica), které by pak nepodléhaly měkkým podvzorům.
Podle nynější konvence obojetnými souhláskami v češtině jsou: B, F, L, M, P, S, V, Z. Na zapamatování obojetných souhlásek se užívá mnemotechnická pomůcka BeFeLeMe Pes Se VeZe. Na základních školách se žáci učí stále vyjmenovaná slova v určitém pořadí, ovšem nové didaktické postupy od pořadí upouštějí. 
Hláska f se v domácích českých slovech vyskytuje zcela výjimečně, vesměs v citoslovcích, slovech zvukomalebného původu a jen v několika málo jiných (doufat, zoufat). V domácích slovech se v kořenech slov po f ypsilon nepíše. Slova fyzika, refýž, zefýr apod. nejsou slova (původem) domácí.
Jako obojetné souhlásky se v české gramatice chovají také w a x, po nichž v závislosti na skloňovacím vzoru může následovat i nebo y. V domácích slovech se však nevyskytují.

### Seznam vyjmenovaných slov

#### B
- by (→ aby, kdyby, bych, byste atd.)
- být[8]
  - být (existovat) × bít (tlouct)[8]
  - dobýt (zmocnit se) × dobít (baterii, zvěř)[8]
  - nabýt (získat) × nabít (náboj)[8]
  - zbýt (zůstat) × zbít (zmlátit)
  - Slova bydlit, obyvatel, byt, příbytek, nábytek, dobytek, zbytek jsou také odvozená od slova být[9], ale tato souvislost už není zcela zřejmá, pročež se zpravidla uvádějí zvlášť.
- bydlit[8]
  - etymologicky původnějším tvarem je ovšem bydlo
  - bydlo (příbytek) × bidlo (tyč)[8]
- obyvatel[8]
- byt[8]
- příbytek[8]
- nábytek[8]
- dobytek[8]
- (zbytek[8])
- obyčej[8] (obyčejný)
  - toto slovo má původ ve stejném základu jako „obvyklý“, v však zde splynulo s b
- bystrý[8] (→ Bystrá, Bystrá nad Jizerou)
- bylina[8] (→ býložravec, Brumov-Bylnice)
  - býlí (plevel) × bílí (zbarveni bíle)[8]
  - pelyněk černobýl, celík zlatobýl
- kobyla[8] (→ Kobylnice, Kobylí)
- býk[8] (→ Býkovice)
- Přibyslav[8]
- (babyka)
  - babyčka (malá babyka) × babička (prarodič)[8]

vlastní jména
- Bydžov[8]
- Býchory
- Byseň
- Přibyslav, Přibyslavice[8]
- Bylany[8]
- Hrabyně[8]
- Rabyně[10]
- Byšice[10]
- Kobylisy[10]
- Zbyněk[8]
- Zbyšek[8]
- Radobýl[8]
- Hlubyně[zdroj⁠?!]
- Obyčtov[8]
- Zbýšov
- Býšť
- Bystřice (Nová Bystřice, Bystřice nad Pernštejnem)

mezi vyjmenovaná slova nepatří
- Byteš – město Velká Byteš bylo roku 1924 oficiálně přejmenováno na Velká Bíteš, do té doby bylo uváděno ve vyjmenovaných slovech[11]

Názvy Nedabyle, Třebýcina, Třebýcinka, Zbyslavice, Zbytiny nejsou v mluvnické literatuře mezi vyjmenovanými slovy uváděny.

#### F
Žádné slovo českého původu s y po f v kořeni slova neexistuje. Některé učebnice nebo přehledy ale uvádějí jako vyjmenovaná i některá zdomácnělá slova cizího původu, například
- fyzika[2]
- chlorofyl[10]
- refýž[10]
- zefýr – západní vánek[10]

- × zefír – tkanina

#### L
- slyšet[1]
- mlýn[1]
  - mlít (koncovka vzoru třít)[2][8]
- blýskat se[1]
- polykat[1]
- plynout[1] (plyn)
- plýtvat[1]
- vzlykat[1]
- lysý[1]
- lýtko[1]
- lýko[1]
  - lýčený (z lýka) × líčený (předstíraný, malovaný)[8]
  - ale lísat se, lišaj, lišej[8]
- lyže[1] (slovo přejaté z ruštiny[2])
  - ližina (trámec)[8] odvozeno od již neužívaného slova líha[2]
- pelyněk[1]
- plyš[1]
- (slynout[1])
  - ale slinout, slinovat (stlačením nebo spečením pevně spojit drobnější částice)[15], slín[16]
- (plytký[1])
- (vlys[1])
  - vlis (k vlisovat) × vlys (ozdobný pruh na stěně)[8]

vlastní jména
- Volyně[1] (Volyňka), dříve uváděna též Volyň
- Lysolaje[10] (příbuzné s lysý)

mezi vyjmenovaná slova nepatří
- lišaj, ve 30. a 40. letech 20. století byla ve slovnících správná podoba lyšaj, Pravidla českého pravopisu z roku 1957 již uvádějí jedinou správnou podobu lišaj

Názvy Lysice, Lysovice, Lysůvky, Lysec a Lyžbice nejsou v mluvnické literatuře mezi vyjmenovanými slovy uváděny.

#### M
- my[8]
  - my všichni × mi (mně)[8]
- mýt[8] (→ mýdlo, myčka, umyvadlo)
  - mýt (čistit) × mít (vlastnit)[8]
  - mýval (zvíře) × míval (měl)[8]
- myslet i myslit[8]
- mýlit se[8]
- hmyz[8]
- myš[8]
- hlemýžď[8]
- mýtit[8]
  - vymýtit (vykácet) × vymítat (vypuzovat např. ďábla; příbuzné s vymetat, promítat atd.)[2][8]
- zamykat[8]
- smýkat[8] (→ smýčit, smyčec)
- dmýchat[8]
- chmýří[8]
- nachomýtnout se[8]
- (mýto[8])
- (mykat[8])
- (mys[8])
- (sumýš)[8]

vlastní jména
- Nezamyslice[8]
- Litomyšl[8]
- Kamýk[8]
- Vysoké Mýto[10] (odvozené od mýto)
- Přemysl[8] (→ Nezamysl, Křesomysl apod.)

mezi vyjmenovaná slova nepatří
Názvy Grešlové Mýto, Myštěves, Myslín, Myštice, Radomyšl, Nemyčeves, Horní Myslová, Kostelní Myslová, Mysletice, Mysliboř, Myslibořice, Mysletín, Myslkovice, Nemyšl, Podmyče, Vémyslice, Všemyslice, Onomyšl nebývají v mluvnické literatuře mezi vyjmenovanými slovy uváděny.

#### P
- pýcha[8]
  - pýchavka je, stejně jako pýcha, odvozená ze zaniklého slovesa pýchati (dout, foukat)[2]
  - × píchat (bodat)[8]
- pytel[8]
- pysk[8]
  - × pisk (pískot, základ ptačího pera)[8]
- netopýr[8]
- slepýš[8]
  - slepýš (plaz) × slepíš (lepidlem)[8]
- pyl[8]
  - opylovat (oplodňovat pylem) × opilovat (obrousit)[8]
- kopyto[8]
- klopýtat[8]
- třpytit se[8]
- zpytovat[8] (→ přípona -zpyt)
- pykat[8]
  - pikaná (dětská hra)[8], pikola, pikat (slovo možná onomastického původu z citoslovce pik, piky piky na hlavu,[17] popř. může souviset se slovem pikle nebo pocházet z němčiny[2]) Příruční slovník jazyka českého z r. 1944–1948 uváděl i pro dětskou hru tvar „pykat“, Slovník spisovného jazyka českého z roku 1960 začal obě slova pravopisně rozlišovat.[2]
- pýr[8]
- pýřit se
- čepýřit se
- pýří (chmýří)[8]
- pyj[8]

vlastní jména
- Chropyně[8]
- Pyšely[8]
- Přepychy[10]
- Spytihněv[8]

mezi vyjmenovaná slova nepatří
Název Pyšel není v mluvnické literatuře mezi vyjmenovanými slovy uváděn.

#### S
- syn[8]
- sytý[8] (→ sycený, Nesyt)
- sýr[8]
  - sýrový (ze sýra) × sírový (ze síry)[8]
- syrový[8]
  - syrý (syrový) × sirý (opuštěný)[8]
- sychravý[8]
- usychat i usýchat[8]
- sýkora[8]
- sýček[8] (→ sýc)
- sysel[8]
- syčet[8]
- sypat[8] (→ sýpka)

vlastní jména
- Bosyně[1]
- Sychrov[10]
  - původní název mnoha Sychrovů je Sichrov

do vyjmenovaných slov (již) nepatří
- sirob, sirup (do změny v roce 1957 bylo v pravidlech pravopisu uvedeno jako syrob a syrup pod vlivem mylného etymologického výkladu)
- sípat (chraptět)
- sivý (šedivý)
- osyka – strom topol osika, Pravidla českého pravopisu a mluvnice do 30. let 20. století uváděla tvar osyka, protože se samohláska i po s, z, c od 16. stol. vyslovovala široce a psala se y

#### V
- vy, vykat[1]
- vysoký[1]
  - výška × vížka (věžička)[8]
- výt[1]
  - výt (pes vyje) × vít (vinout)[8]
- výskat[1]
  - výskat (jásat) × vískat (probírat se někomu ve vlasech)[8]
- zvykat[1]
- žvýkat[1]
- vydra[1]
- výr[1]
  - výr (sova) × vír (krouživý pohyb)[8]
- vyžle,[1] (původně plemeno loveckého psíka, později přeneseně pes-strašidlo a poté hubené dítě[2])
- povyk[1]
- výheň[1]
- předpony vy- a vý-[1]
  - například vy-setý (mák)
  - visutý (visící) × vysunutý[8]
- cavyky[1]
- vyza[1]
- kavyl[10]

vlastní jména
- Výpřež (předpona vy-, odvozeno ze slovesa vypřahati)
- Výtoň[8] (předpona vy-, odvozeno ze slovesa vytnout)
- Vyškov[8] (odvozeno od slova vysoký)
- Vysočany[10] (odvozeno od slova vysoký)
- Vyšehrad[10] (odvozeno od slova vysoký)
- Vyžlovka[1] (odvozeno od slova vyžle)

do vyjmenovaných slov nepatří
- viklat, zviklat (zbavit jistoty)
- Vizovice

#### Z
- brzy[8]
  - brzičko (přípona -ičko, jako mal-ičko)[8]
- jazyk[8] (→ jazylka)
- nazývat (se)[8] (→ ozývat se, vzývat)
  - zívat (únavou) → nazívat se (často zívat)[8]

vlastní jména
- Ruzyně[8]

## Vyjmenovaná slova ve slovenštině
Ve slovenštině se za obojetné souhlásky považují b, m, p, r, s, v, z, případně i f. Oproti češtině je mezi nimi tedy navíc r. Hláska l se sice neuvádí mezi obojetnými souhláskami, ale k vyjmenovaným slovům je připojen seznam výjimek, v nichž se po l píše tvrdé y.

### B
by, aby, keby, byľ, bystrý, Bystrica, Bytča, byť (existovať), bydlisko, bývať, dobytok, obyčaj, obyčajný, kobyla, býk, bylina, byvol, dobyť, bytosť, byt, obytná, bydlo, byt, bystrina, obývať, obyvateľ, prebývať, zbytočný, výdobytok, dobýjať

### M
my, mykať, pomykov, odomykať, zamykať, odmykať, mýliť sa, mýlka, omyl, myslieť, myseľ, myšlienka, zmysel, výmysel, priemysel, myť, umyť, umývať, pomyje, mydlo, Myjava, smyk, priesmyk, šmýkať sa, šmyk, myš, mýto, hmýriť sa, hmyz, žmýkať, mys, priesmyk, vymyslieť

### P
pyšný, pýšiť sa, pýcha, prepych, pýtať sa, opýtať sa, vypýtať sa, pytač, dopyt, pýr, pýriť sa

### R
ryba, rýchly, rys, ryť (rozrývať), rýpať, rýľ, úryvok, hrýzť, ohryzok, kryť, úkryt, strýc, strýko, stryná, ryža, bryndza, koryto, korytnačka, ryčať, kryštál, rým, rytier, kryha

### S
syn, syr, syrový, sýty, nasýtiť (sa), nenásytný, dosýta, sypať, sypký, osýpky, zásyp, syčať, sykať (vydávať zvuk), sýkorka, syseľ, vysychať, sychravý

### V
vy-/vý- (předpona), výskyt, vysoký, výška, zvyšok, zvyk, vy (zájmeno), vykať, vydra, vyhňa, výr (sova), výskať, vyžla (psí plemeno), vyť (vydávat zvuk), vyza (sladkovodní jeseterovitá ryba)

### Z
jazyk, jazyčný, jazyčnica, nazývať (sa), ozývať (sa), pozývať, prizývať, prezývať, vyzývať, vzývať

### Výjimky po „L“
lyko, lykožrút, lykovec, lysý, lysina, lyska, Lysá, lysec, lýtko, lýtkový, lyžica, lyžičiar, lyžička, mlyn, mlynár, mlynček, mlynárik, mlynica, plyn, plynáreň, plynový, plynár, plynárenský, plynný, plytký, plytčina, plynulý, plynule, plytvať, slýchať, nedoslýchavý, neslýchaný, vyslyšať, lyže, lyžovať, lyžovačka, lyžiarsky, lyžiar, plyš, plyšový, blýskať sa, blyskáč (bylina orsej jarní), blýskavica, blysnúť (sa), blyšťať sa, vzlykať, oplývať, plynúť, splývať, vplyv, vplývať, zlyhať, zlyhávať,